# Cratere Verdi
Verdi è un cratere da impatto sulla superficie di Mercurio.
Il cratere è dedicato al compositore italiano Giuseppe Verdi.